# Gideon Willem Boissevain
Gideon Willem ("Gi") Boissevain (Schiedam, 6 juni 1921 – Overveen, 1 oktober 1943) was een Nederlands verzetsstrijder tijdens de Tweede Wereldoorlog.
Boissevain werkte bij een levensverzekeringsmaatschappij. Zijn broer, Jan Karel Boissevain, die één jaar ouder was, zat op de Middelbare Technische School en werkte bij de Amsterdamse Telefoondienst. Beiden woonden bij hun ouders thuis. In de zomer van 1940 ondernamen de broers een mislukte poging om naar Engeland te varen op een van wijnvaten gemaakt vlot. Ze werden echter bij Texel opgepikt en moesten terug.
Thuis in de Corellistraat 6 te Amsterdam ving Mies Boissevain-van Lennep, hun moeder, al Joodse vluchtelingen op en dit adres werd de thuisbasis van de verzetsgroep die daar ontstond, CS-6 (genoemd naar het adres). Tot deze groep behoorden ook Pam Pooters, Jan Verleun, Reina Prinsen Geerligs, Leo Frijda, Hans Katan, Sape Kuiper en hun achterneef Louis Boissevain. In de kelder was een werkplaats waar "Janka" en Gi hun verzameling telefoons hadden, waar springstof werd opgeslagen en waar ontstekingsmechanismes en tijdbommen gemaakt werden.
De CS-6-groep probeerde gevangenentransporten tegen te houden door treinrails te vernielen. Begin 1943 werd besloten ook verraders te gaan liquideren. In februari 1943 raakte generaal Seyffardt, commandant van het Vrijwilligerslegioen Nederland, dodelijk gewond bij een aanslag door twee leden van CS-6. Zijn laatste woorden waren: ‘Het waren studenten.’ De plegers van de aanslag konden ontkomen, maar de volgende dag werden honderden studenten opgepakt en naar kamp Vught gebracht. Ook werd een tandarts die zijn ondergedoken Joodse patiënten verraadde vermoord (door Hans Geul en Sape Kuiper).
Door infiltratie van de dubbelspion Matthijs Ridderhof in de groep werd deze in augustus 1943 ontmanteld. Janka en Gi werden als eersten gearresteerd en drie anderen volgden spoedig. De broers Boissevain werden ter dood veroordeeld evenals hun achterneef Louis. Op 1 oktober 1943 werden de beide broers met nog zestien anderen doodgeschoten in de duinen van Overveen. Na de oorlog werden hun stoffelijke resten herbegraven op de erebegraafplaats aldaar.